# Araiophos eastropas
Espèce
Statut de conservation UICN

 DD  : Données insuffisantes
Araiophos eastropas est un poisson Stomiiforme de l'Océan Pacifique.

## Référence
- Ahlstrom & Moser : A new gonostomatid fish from the tropical Eastern Pacific. Copeia, 1969 pp 493-500.